# Dombra
La dombra (Kazakh: домбыра, dombıra; uzbek: dambura; baixkir i tàtar: dumbıra, tumpıra, tumra; turc: dombıra) és un llaüt turquès de màstil llarg que pertany a la família dels instruments de corda, semblant al kopuz i al dutar.
És un instrument musical molt popular entre les comunitats turqueses de països de l'Àsia central com el Kazakhstan, l'Uzbekistan, el Turkmenistan i l'Afganistan. La interpretació solista de la dombra, anomenada kui, va ser denominada Patrimoni Cultural Immaterial de la Humanitat per la UNESCO el 26 de novembre de 2014.

## Aspecte i varietats
L'instrument varia lleugerament en cada regió. La dombra del Kazakhstan té trasts i es toca fent acords o punteig Originàriament, les seves dues cordes estaven fetes de tendó, i avui dia són fabricades amb niló. Un dels dombristes més reconeguts internacionalment és Kurmangazy Sagyrbayuly, autor de la popular peça "Adai".
El 2012 es va crear l'electrodombra.
La dambura del Turquestan i del Badakhxan no té trasts i està feta d'una sola peça de fusta, normalment de morera o d'albercoquer. Les cordes són de niló o de catgut.
La dumbira és l'equivalent de la dombra dels Tàtars i dels Baixkirs.